# Arons skägg
Arons skägg (Saxifraga stolonifera) är en växt av familjen stenbräckeväxter. Den härstammar från Kina och Japan. I Sverige växer Arons skägg ej vilt, men den förekommer som krukväxt.

## Biologi
Växten är en 20 till 40 centimeter hög ört, med en bredd på 30–60 centimeter. Den har njurlika, håriga blad i rosettställning, blad med en röd eller purpurfärgad undersida och där den gröna ovansidan uppvisar ljusa bladnerver. En variant har dock rosa färg på bladens ovansida.
Blommorna är cirka 2 centimeter vida och färgade i antingen vitt, rosa eller rött. Den sitter i en klase som är mellan 10 och 20 centimeter lång, ofta högt ovanför bladen. Växten blommar från maj till augusti.
Växten förökar sig även vegetativt, genom att skicka ut långa revlika, rosafärgade utlöpare som bildar dotterplantor.

## Utbredning och odling.
Arons skägg växer naturligt i Kina, södra Korea och Japan. Där växer den i klippiga bergspartier. Den anses inte vara härdig för ett svenskt klimat, men i Sverige förekommer den som krukväxt. Arten infördes i Europa år 1815.
Släktet Saxifraga är alpint, vilket innebär att Arons skägg inte vill ha det för varmt.
Den placeras så ljust som möjligt, gärna mot öster eller väster, men inte i direkt sol. En placering i ampel föredras ofta, eftersom den utvecklar långa, rödfärgade utlöpare (revor) som kan bilda dotterplantor. Växtjorden bör hållas jämnt fuktig men inte dyblöt. Under vintern bör den vattnas mer sparsamt och placeras svalare (runt 12–15 grader). Växten förökas lätt med adventivplantor från utlöparna, och omplantering kan ske i krukväxtjord med sand i.

## Sorter och namn

### Etymologi
Det vetenskapliga artnamnet stolonifera betyder 'med stoloner', vilket syftar på de ovanjordiska utlöparna (stolon). Släktnamnet Saxifraga kommer från latinets saxum ('sten') och frangere ('bryta, bräcka'); extrakt av bräckor har ansett kunna bota njursten. Många bräckors förmåga att trivas i klippskrevor och kunna vidga dessa är också en möjlig namnförklaring.
Det svenska trivialnamnet Arons skägg kommer från blommornas utseende. De långa undre kronbladen kan påminna om ett pipskägg.

### Sorter
Ett antal olika sorter finns i handeln, och skillnaden mellan dem är i regel bladens färger eller teckning. 'Tricolor' har bladundersidor med röd anstrykning.

### Synonymer
Diptera sarmentosa  (Linnaeus f.) Losinskaja
Ligularia sarmentosa  (Linnaeus f.) Haworth
Rupifraga sarmentosa  (Linnaeus f.) Rafinesque
Saxifraga chaffanjonii H. Léveillé
Saxifraga chinensis Loureiro  nom. illeg.
Saxifraga cuscutiformis Loddiges
Saxifraga dumetorum I. B. Balfour
Saxifraga fortunei var. tricolor Lemaire
Saxifraga iochanensis H. Léveillé
Saxifraga ligulata Murray  nom. illeg.
Saxifraga sarmentosa Linnaeus f.
Saxifraga sarmentosa var. cuscutiformis  (Loddiges) Seringe
Saxifraga sarmentosa var. immaculata Diels
Saxifraga sarmentosa var. tricolor  (Lemaire) Maximowicz
Saxifraga stolonifera Meerburgh nom. illeg.
Saxifraga stolonifera f. cuscutiformis  (Loddiges) M. C. Tebbitt
Saxifraga stolonifera var. immaculata  (Diels) Handel-Mazzetti
Saxifraga veitchiana I. B. Balfour
Sekika sarmentosa  (Linnaeus f.) Moench.

## Galleri

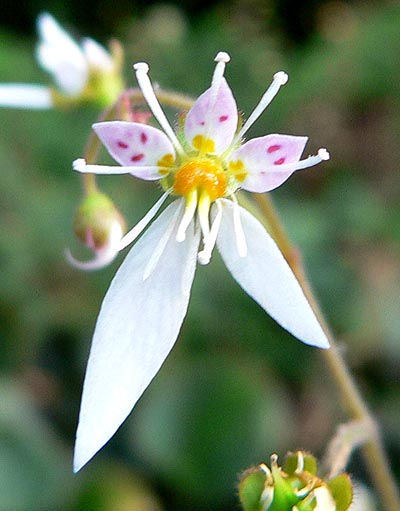
Blomma av sorten 'Harvest Moon'.
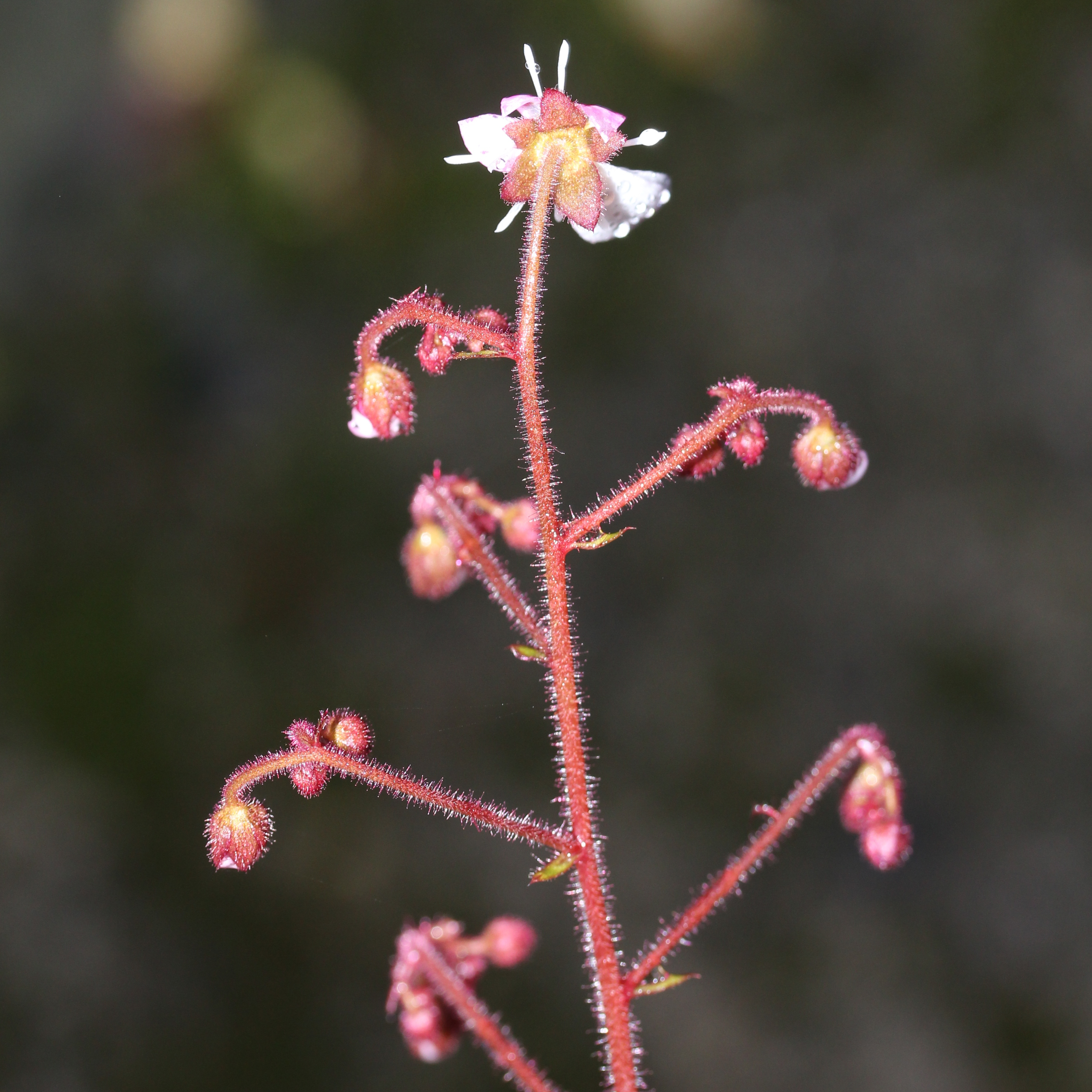
Stängel med blomknoppar och den håriga ytan.
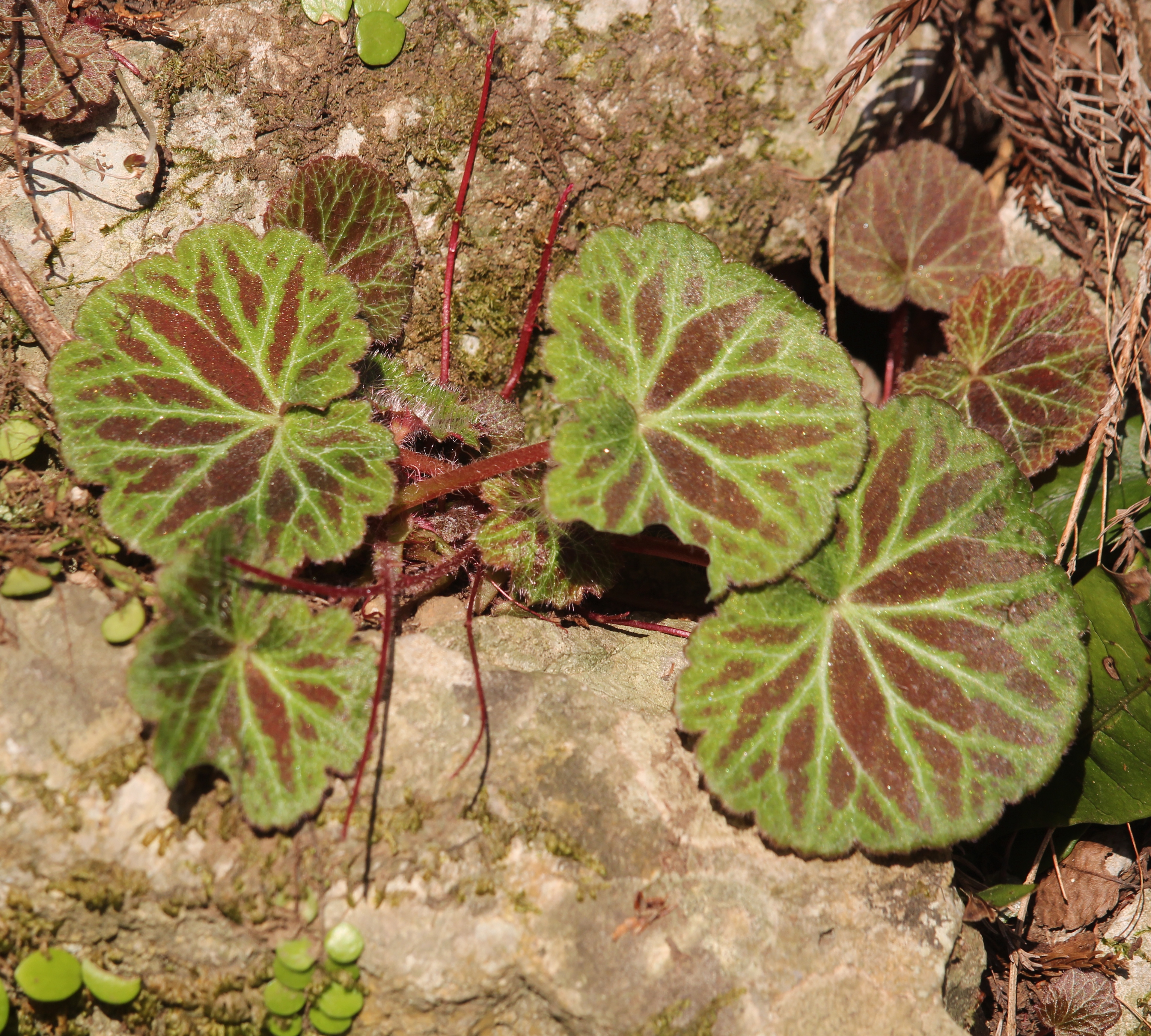
Blad med tydliga bladnerver.
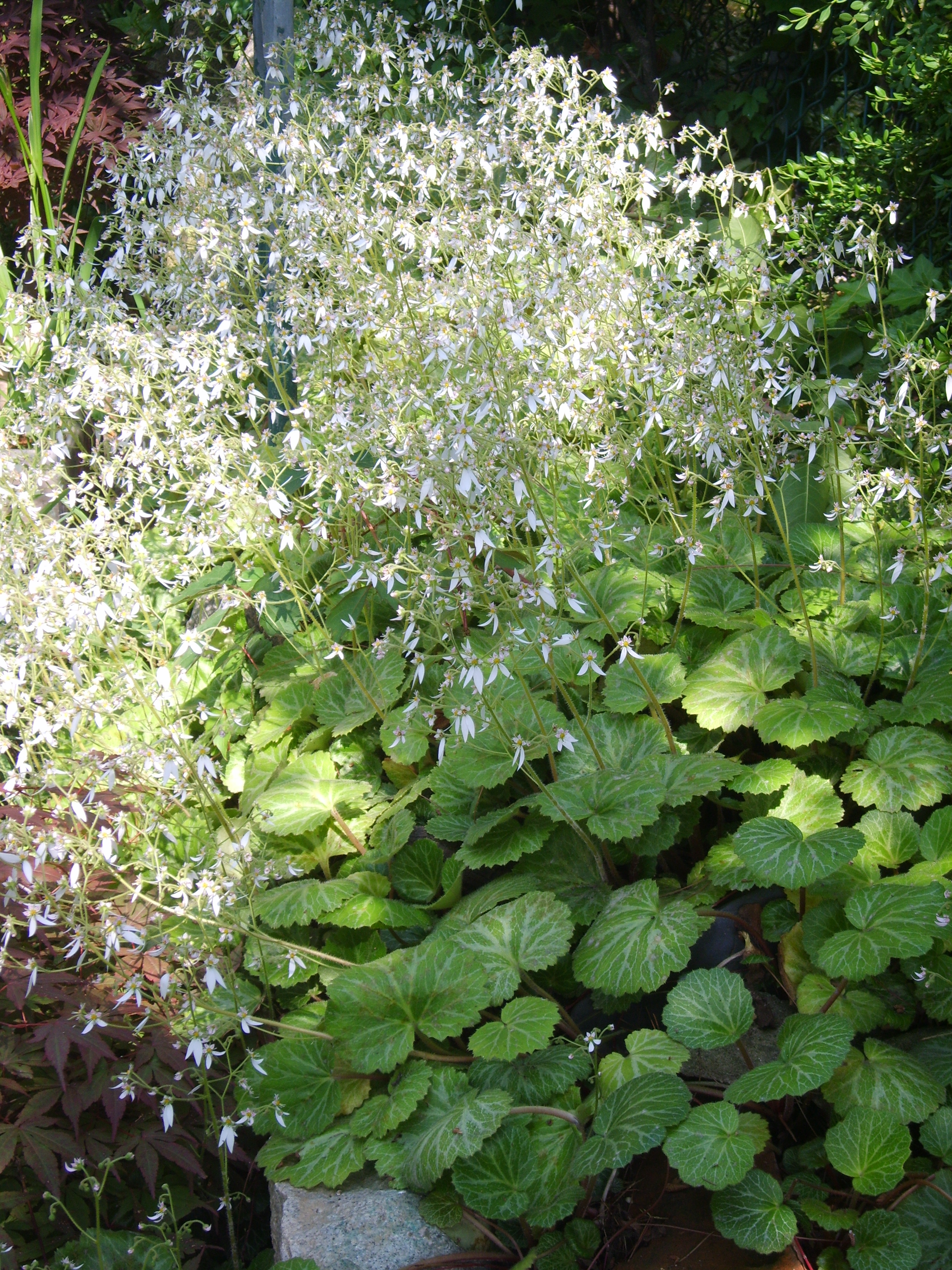
Blommande bestånd i Korea.
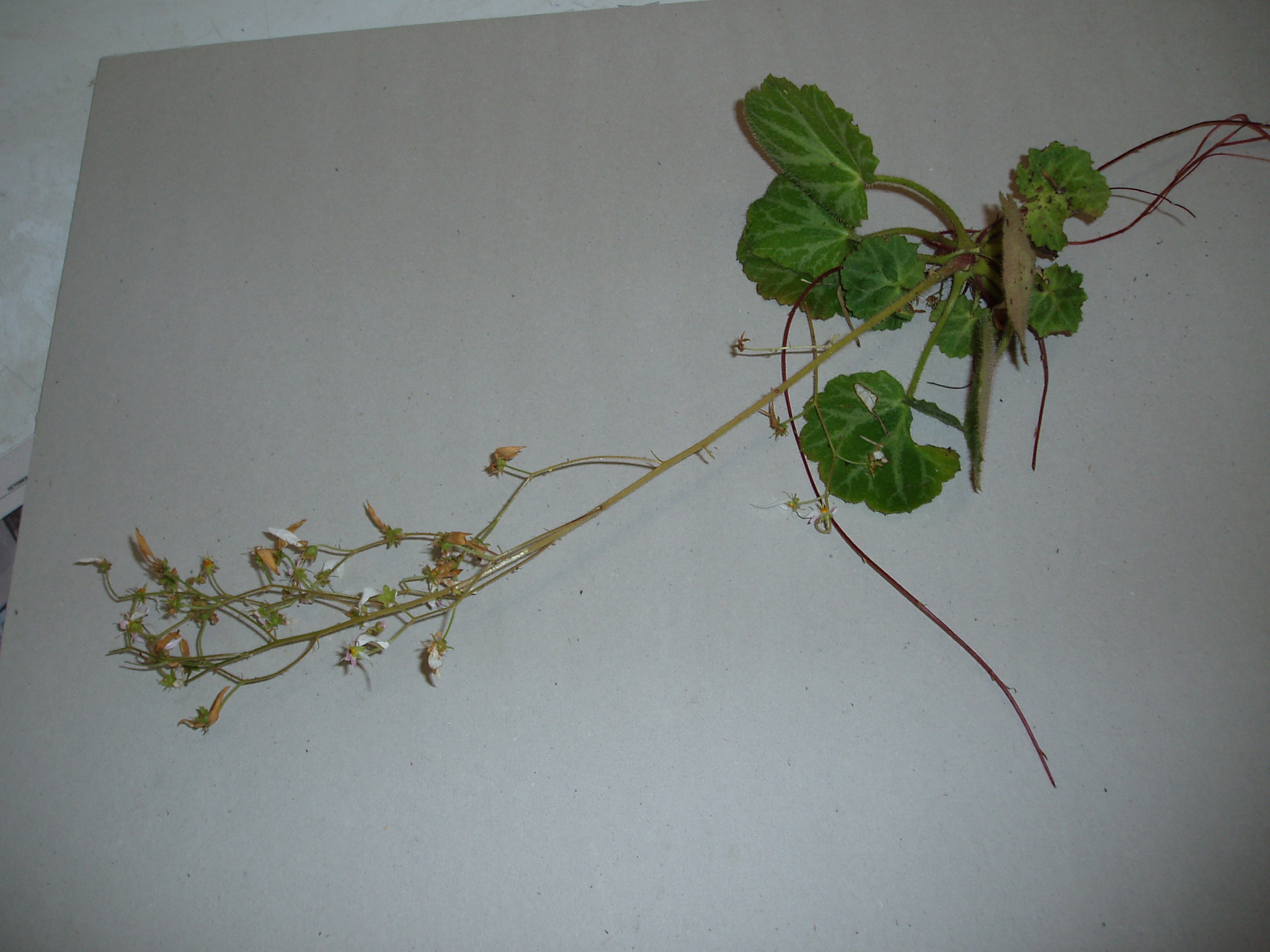
Planta med långa utlöpare.